# 미시시피 여자대학교
미시시피 여자대학교(Mississippi University for Women)은 미국 미시시피주의 대학이다. 이름과 달리 현재는 남녀공학 대학이다.
미시시피 여자대학교 대 호건 사건을 통해 간호학과에 한해서 남녀 차별 없이 선발할 것을 명령받았고, 다른 학과에서는 여성의 입학만 허용해도 판결에 위배되지는 않았다. 그러나 모든 학과에 대해 성별 제한을 없앴으나, 여자대학교라는 교명은 유지하였다. 그 결과 여학생이 더 많이 입학하는 남녀공학 대학으로 운영되고 있다.